# Accademia sassone delle scienze
L'Accademia Sassone delle Scienze di Lipsia (tedesco: Sächsische Akademie der Wissenschaften zu Leipzig) è l'accademia scientifica ed umanistica competente per i länder Sassonia, Sassonia-Anhalt e Turingia.
L'accademia è membro dell'Union der deutschen Akademien der Wissenschaften (Unione delle accademie delle scienze tedesche).

## Storia

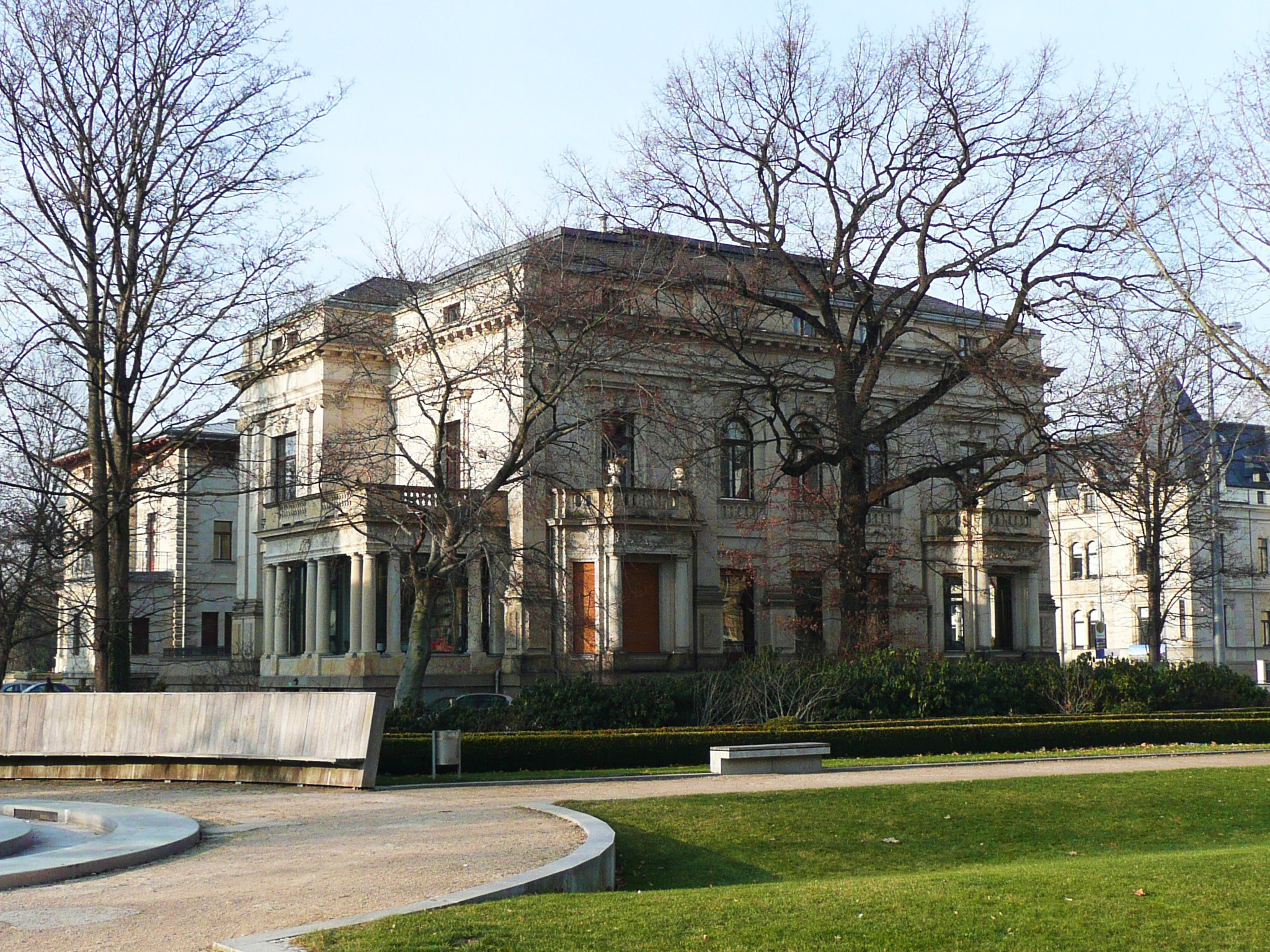
Sede di Lipsia dell'Accademia

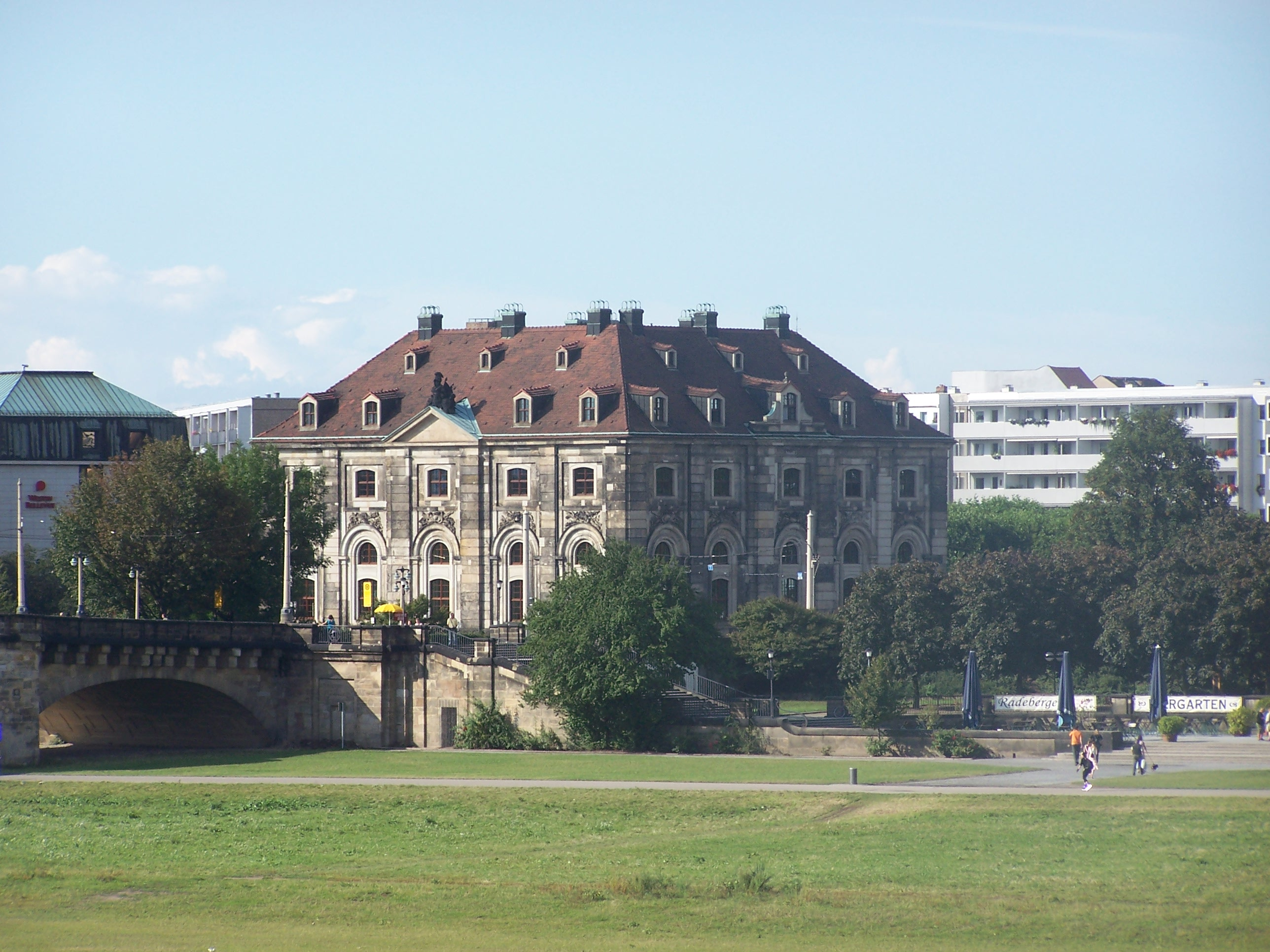
Sede di Dresda dell'Accademia

La Regia Società Sassone delle Scienze (Königlich Sächsische Gesellschaft der Wissenschaften) fu fondata nel 1846 da un gruppo di professori dell'Università di Lipsia sotto il patronato del Ministero della Cultura del Regno di Sassonia.
In seguito alla caduta delle monarchie tedesche, nel 1919 la Società fu ridenominata col nome attuale.

## Organizzazione
L'Accademia conta 200 soci ordinari provenienti dai tre länder di riferimento, nonché un numero variabile di soci corrispondenti nel resto della Germania ed all'estero.
L'Accademia Sassone è divisa in tre classi. Sin dal 1846 esistono la classe di matematica e scienze naturali e quella filologico-storica. Nel 1996 è stata aggiunta quella di scienze tecniche.
Al di fuori delle classi vi sono le commissioni tematiche, che curano 30 progetti a lungo termine.
Fra i progetti vi sono la pubblicazione delle opere di Felix Mendelssohn Bartholdy e del carteggio fra Robert e Clara Schumann, nonché un Bach-Repertorium; l'edizione di un vocabolario dell'Antico egizio e di uno dell'Antico alto tedesco; la pubblicazione di un Codex diplomaticus Saxoniae ed un progetto sul diritto sassone e magdeburghese; l'edizione delle lettere di Philipp Jacob Spener; la pubblicazione di un'enciclopedia della cultura ebraica. In ambito biologico l'Accademia sviluppa ricerche sulle strutture biotiche nei laghi artificiali e sulle strutture temporali nel sistema endocrino.
Fra le commissioni ci sono quella storica, quella di studi regionali, quella di storia dell'arte-letteratura-musica, quella per la storia dell'arte della Germania centrale, quella di linguistica, quella per la progettazione e certificazione tecnica, quella dei problemi ambientali, quella di scienza ed etica, quella di storia della scienza.

## Membri illustri
- Kurt Aland
- Walther Bothe
- James Chadwick
- Peter Debye
- Werner Heisenberg
- Gustav Hertz
- Archibald Vivian Hill
- Cuno Hoffmeister
- Hermann Kolbe
- August Krogh
- Theodor Mommsen
- August Ferdinand Möbius
- Karl Alexander Müller
- Wilhelm Ostwald
- Max Planck
- Carl Friedrich von Weizsäcker (dal 1966)